# Pavilon B. Braun Dialog
Pavilon B. Braun Dialog je budova v Praze - Libni, Budínově ulici, v těsné blízkosti Fakultní nemocnice Bulovka.
Multifunkční budova má několik využití: kromě dialyzačního centra pro pacienty s onemocněním ledvin se zde nacházejí odborné ambulance, transplantační poradna a školicí a vzdělávací centrum pro lékaře Aesculap Akademie. 
Její součástí jsou tréninkové laboratoře pro nácvik krizových situací, dialýzu, laparoskopii a celotělový simulátor pro jednotku intenzivní péče., 
Za první dva roky prošlo školeními cca 4000 lékařů a bylo provedeno přes 26 000 dialyzačních výkonů.
Budova byla postavena podle návrhu architekta Ivana Kroupy. Ten ji charakterizoval jako "šrafuru slunolamů ve dne a zářící krystal v noci".
Stavba trvala 14 měsíců; náklady činily kolem 100 milionů Kč.
Budova se snaží o dialog nejen s pacienty a zdravotníky, ale i s přírodou. Proto je obklopena vegetací, přírodě blízkými prvky i umělými úkryty, které podporují usídlení nejrůznějších druhů zvěře a hmyzu.
Před budovou je od roku 2016 umístěna keramická lavička Alexandry Koláčkové, která je podle autorky symbolem dialogu. Byla vybrána na základě výtvarné soutěže organizované ve spolupráci s festivalem Sculpture line.,